# Sösdala
Sösdala är en tätort i Norra Mellby distrikt i Hässleholms kommun i Skåne län, belägen cirka 17 kilometer söder om Hässleholm.

## Namn
Namnets ursprung är oklart, men förledet kan möjligtvis härstamma från forndanska ordet 'søs', med betydelsen 'smuts' eller 'sumpmark'.

## Historia
Sösdala är belägen i Norra Mellby socken och ingick efter kommunreformen 1862 i Norra Mellby landskommun. I denna inrättades för orten 17 februari 1893 Sösdala municipalsamhälle. Detta samt landskommunen uppgick 1952 i Sösdala landskommun där municipalsamhälle upplöstes med utgången av 1966. Orten ingår sedan 1974 i Hässleholms kommun.

### Befolkningsutveckling
| Befolkningsutvecklingen i Sösdala 1900–2020   | Befolkningsutvecklingen i Sösdala 1900–2020 | Befolkningsutvecklingen i Sösdala 1900–2020 | Befolkningsutvecklingen i Sösdala 1900–2020 | Befolkningsutvecklingen i Sösdala 1900–2020 |
| --------------------------------------------- | ------------------------------------------- | ------------------------------------------- | ------------------------------------------- | ------------------------------------------- |
|                                               |                                             |                                             |                                             |                                             |
| År                                            |                                             |                                             | Folkmängd                                   | Areal (ha)                                  |
| 1900                                          | 1900                                        |                                             | 508                                         | †                                           |
| 1960                                          | 1960                                        |                                             | 1 461                                       |                                             |
| 1965                                          | 1965                                        |                                             | 1 624                                       |                                             |
| 1970                                          | 1970                                        |                                             | 1 754                                       |                                             |
| 1975                                          | 1975                                        |                                             | 1 784                                       |                                             |
| 1980                                          | 1980                                        |                                             | 1 847                                       |                                             |
| 1990                                          | 1990                                        |                                             | 1 861                                       | 190                                         |
| 1995                                          | 1995                                        |                                             | 1 837                                       | 191                                         |
| 2000                                          | 2000                                        |                                             | 1 749                                       | 191                                         |
| 2005                                          | 2005                                        |                                             | 1 785                                       | 190                                         |
| 2010                                          | 2010                                        |                                             | 1 811                                       | 197                                         |
| 2015                                          | 2015                                        |                                             | 1 808                                       | 206                                         |
| 2020                                          | 2020                                        |                                             | 1 873                                       | 206                                         |
| † Befolkning runt ett municipalsamhälle 1900. |                                             |                                             |                                             |                                             |

## Samhället
Orten har ett mindre centrum, två förskolor, två skolor och ett äldreboende.
Vannaröds slott från 1890 ligger i Sösdala.

## Kommunikationer
Sösdala har en järnvägsstation på Södra stambanan som trafikeras av Pågatågen.

## Näringsliv

### Bankväsende
Västra Göinge härads sparbank etablerade en filial i Sösdala år 1867. År 1875 fick orten en egen sparbank genom etableringen av Mellby, Tjörnarps och Häglinge socknars sparbank. Den bytte namn till Sösdala sparbank år 1956.
Malmö folkbank etablerade ett kontor i Sösdala den 8 juli 1907. Denna bank blev 1917 Industribanken och senare Nordiska Handelsbanken. Sedermera etablerade även Sydsvenska kreditaktiebolaget ett kontor i Sösdala och år 1925 tog denna bank över Nordiska Handelsbankens kontor på orten. Sydsvenska kredit blev sedermera Skånska banken och togs år 1990 över av Handelsbanken som fortsatte ha ett kontor på orten.
År 2015 stängde Sparbanken Skåne kontoret i Sösdala. Efter att Sparbanken Skåne lämnat fanns bara Handelsbanken kvar, men även de stängde sedermera sitt kontor i Sösdala.

## Idrott
I Sösdala finns ett simsällskap Sösdala Simsällskap SSS och en fotbollsklubb, Sösdala IF, som 2011 spelar i Division 5 Nordöstra Skåne.